# نهیک تیولونگ
نهیک تیولونگ (خمر: ញឹក ជូឡុង؛ ۲۳ اوت ۱۹۰۸ – ۹ ژوئن ۱۹۹۶) سیاست‌مدار اهل کامبوج بود. وی از ۱۳ فوریه ۱۹۶۲ تا ۶ اوت ۱۹۶۲ نخست‌وزیر موقت کامبوج بود.
نهیک تیولونگ در ۹ ژوئن ۱۹۹۶، در سن ۸۷ سالگی درگذشت.